# Palazzo San Gervasio
Palazzo San Gervasio község (comune) Olaszország Basilicata régiójában, Potenza megyében.

## Fekvése
Palazzo San Gervasio Dél-Olaszországban, Potenza megye északnyugati részén fekszik. Határai: Acerenza, Banzi, Forenza, Genzano di Lucania, Maschito, Spinazzola és Venosa.

## Története
Egyes történészek szerint a települést a 9. században alapították Banzi szaracén támadások elől menekülő lakosai; mások II. Frigyes császár várának megépítéséhez kötik a helység létrejöttét. 1201-ben Palatium Sancti Gervasii néven említik egy pápai oklevélben. A következő századokban nemesi birtok volt. Palazzo San Gervasio a 19. század elején, a feudalizmus felszámolása után lett önálló község.

## Népessége
A népesség számának alakulása:

## Főbb látnivalói
- San Nicola-templom
- San Sebastiano-templom
- Santissimo Crocifisso-templom